# John Krasinski
John Burke Krasinski (ur. 20 października 1979 w Newton) – amerykański aktor, reżyser, scenarzysta i producent filmowy pochodzenia polskiego ze strony ojca i irlandzkiego ze strony matki. Zagrał w filmie Ciche miejsce i jego sequelu, oba przy tym reżyserując.

## Życiorys

### Wczesne lata
Urodził się w Newton, w stanie Massachusetts jako najmłodszy z trzech synów. Jego ojciec Ronald Krasinski pracował w Bostonie jako lekarz internista, a matka Mary Claire (z domu Doyle) była pielęgniarką i pochodziła z Providence. Jego najstarszy brat Kevin został lekarzem, a starszy brat Paul – strategicznym konsultantem. W 1997 ukończył Newton South High School. Kiedy był w szkole średniej, wystąpił w satyrycznym utworze B.J. Novaka.

### Kariera
Studiował przez jeden semestr w Eugene O’Neill National Theater Institute w Waterford w Connecticut, a także w Royal Shakespeare Company i nowojorskim The Actors Center. W 2002 otrzymał dyplom honorowy z Uniwersytetu Browna na wydziale literatury angielskiej. Występował na scenie off-Broadwayu i dorabiał jako kelner.
Pojawił się w tragikomedii Davida Mameta Hollywood atakuje (State and Main, 2000) z Alekiem Baldwinem. Jego kariera telewizyjna rozpoczęła się w 2002 roku w programie Late Night with Conan O’Brien z Conanem O’Brienem. W latach 2005–2013 grał postać Jamesa “Jima” Duncana Halperta w sitcomie NBC Biuro (The Office).
Zagrał małą rolę Bena w dramacie biograficznym Billa Condona Kinsey (2004). Pojawił się także jako Bob Flynn w filmie niezależnym Duane Hopwood (2005), kapral Harrigan w dramacie Sama Mendesa Jarhead. Żołnierz piechoty morskiej (Jarhead, 2005), Ben w komedii romantycznej Nancy Meyers Holiday (2006) z Cameron Diaz i Kate Winslet.
Od marca 2006 roku Krasinski swoim głosem reklamował Ask.com. Użyczył również swojego głosu w reklamach Apple TV, Verizon Wireless, BlackBerry Storm oraz głosu postaci Sir Lancelota w filmie animowanym Shrek Trzeci (Shrek the Third, 2007).
Wystąpił także w komedii romantycznej Licencja na miłość (Licence to Wed, 2007) u boku Robina Williamsa i Mandy Moore, komedii sportowej Miłosne gierki (Leatherheads, 2008) z George’em Clooneyem i Renée Zellweger. Spróbował też swoich sił jako reżyser i scenarzysta filmu Brief Interviews with Hideous Men (2009), adaptacji książki autorstwa Davida Fostera Wallace’a.
W 2006 trafił na listę najseksowniejszych mężczyzn roku magazynu „People”. Był na okładkach magazynów: „Men’s Health”, „Entertainment Weekly”, „TV Guide” i „The Hollywood Reporter”.

## Życie prywatne

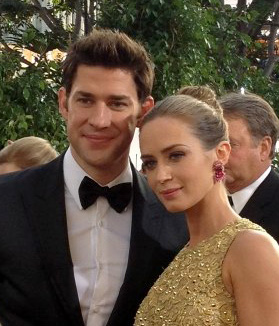
Krasinski i Emily Blunt (2013)

Spotykał się z Rashidą Jones (2005−2006) i Renée Zellweger (w marcu 2007). 28 sierpnia 2009 zaręczył się z aktorką Emily Blunt. Pobrali się 10 lipca 2010. Mają dwie córki: Hazel (ur. 16 lutego 2014) i Violet (ur. 20 czerwca 2016).

## Filmografia

### Filmy fabularne
- 2000: Hollywood atakuje (Stait and Main) jako asystent sędziego
- 2004: Kinsey jako Ben (student, który przychodzi po poradę do Kinseya)
- 2005: Jarhead. Żołnierz piechoty morskiej (Jarhead) jako kapral Harrigan
- 2005: Magiczna karuzela (The Magic Roundabout) – dubbing
- 2006: Holiday jako Ben
- 2006: Dreamgirls jako Sam Walsh
- 2007: Shrek Trzeci (Shrek the Third) jako Lancelot (dubbing)
- 2007: Licencja na miłość (Licence to Wed) jako Ben Murphy
- 2007: Ciastko z niespodzianką (Smiley Face) jako Brevin
- 2008: Miłosne gierki (Leatherheads) jako Carter Rutherford
- 2008: Nowa generacja jako 7723
- 2009: To skomplikowane (It’s Complicated) jako Harvey
- 2009: Potwory kontra Obcy (Monsters vs. Aliens) jako Cuthbert (dubbing)
- 2009: Para na życie (Away We Go) jako Burt Farlander
- 2011: Pożyczony narzeczony (Something Borrowed) jako Ethan
- 2012: Promised Land jako Dustin Noble
- 2015: Aloha jako John „Woody” Woodside
- 2016: 13 godzin: Tajna misja w Benghazi (13 Hours: The Secret Soldiers of Benghazi) jako Jack Silva
- 2016: Hollarsowie jako John Hollar
- 2018: Ciche miejsce jako Lee Abbott
- 2020: Ciche miejsce 2 jako Lee Abbott
- 2022: Doktor Strange w multiwersum obłędu jako Reed Richards / Pan Fantastyczny
- 2024: Istoty fantastyczne jako Tata

### Seriale telewizyjne
- 2003: Nie ma sprawy (Ed odc. Good Advice)
- 2005: CSI: Kryminalne zagadki Las Vegas (CSI: Crime Scene Investigation odc. Who Shot Sherlock) jako Lyle Davis
- 2005: Bez śladu (Without a Trace odc. The Bogie Man) jako Curtis Horne
- 2005–2013: Biuro (The Office) jako Jim Halpert
- 2006: American Dad! (odc. Irregarding Steve) jako Gilbert
- 2018: Tom Clancy’s Jack Ryan jako Jack Ryan
- 2023: Jack Ryan jako Jack Ryan